# ريتشارد مكلور
ريتشارد مكلور هو مجدف كندي، ولد في 20 يناير 1935 في كوموكس في كندا.

## وصلات خارجية
- ريتشارد مكلور على موقع الاتحاد الدولي للتجديف (الإنجليزية)
- ريتشارد مكلور على موقع أوليمبيديا (الإنجليزية)
- ريتشارد مكلور على موقع اللجنة الأولمبية الكندية (الإنجليزية)
- ريتشارد مكلور على موقع قاعة كولومبيا البريطانية للمشاهير الرياضية (الإنجليزية)